# Не бойся, мальчик (пісня)
«Не бойся, мальчик»  — пісня української співачки Тіни Кароль з її четвертого студійного альбому «9 жизней». Як  сингл випущений в 2009 році.

## Опис
Пісня "Не бойся, мальчик" - стала першим синглом альбому "9 жизней" Тіни Кароль. Автор пісні - Т.Міронова

## Відеокліп
Режисером відео виступив кліпмейкер Сергій Солодкий.

## Список композицій
| Цифрове завантаження, стримінг | Цифрове завантаження, стримінг | Цифрове завантаження, стримінг | Цифрове завантаження, стримінг | Цифрове завантаження, стримінг |
| #                              | Назва                          | Автор слів                     | Автор музики                   | Тривалість                     |
| ------------------------------ | ------------------------------ | ------------------------------ | ------------------------------ | ------------------------------ |
| 1.                             | «Не бойся, мальчик»            | Т.Міронова                     | Т.Міронова                     | 2:56                           |

## Live виконання
2009 р. - "Не бойся, мальчик" -  Viva Найкрасивіші 
2009 р. - "Не бойся, мальчик" -  концерт на 1+1
2011 р. - "Не бойся, мальчик" - перший сольний концерт в Києві
2014 р. - "Не бойся, мальчик" - Фільм "Сила любові та голоса"